# Odhoditelná přídavná nádrž

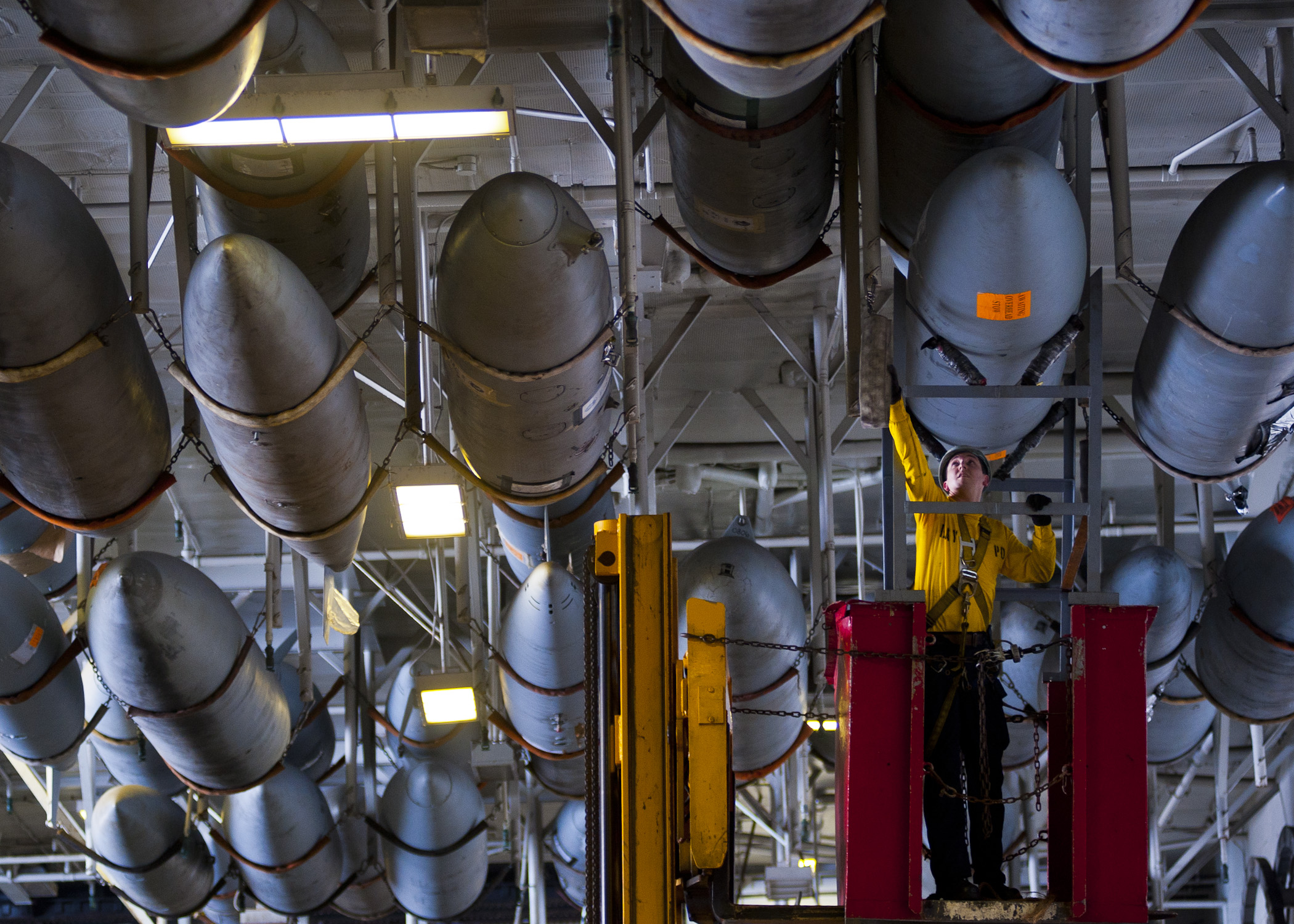
Odhoditelné nádrže uskladněné v hangáru na letadlové lodi USS John C. Stennis (CVN-74)

Odhoditelná přídavná nádrž je typ přídavné nádrže, která slouží k prodloužení doletu letadel. Letadlo ji může v případě potřeby odhodit. Lze se s nimi setkat především u vojenských letadel. Externě montované přídavné nádrže zvyšují aerodynamický odpor letadla, což má negativní dopad na rychlost a manévrovací schopnosti letounu.

## Historie

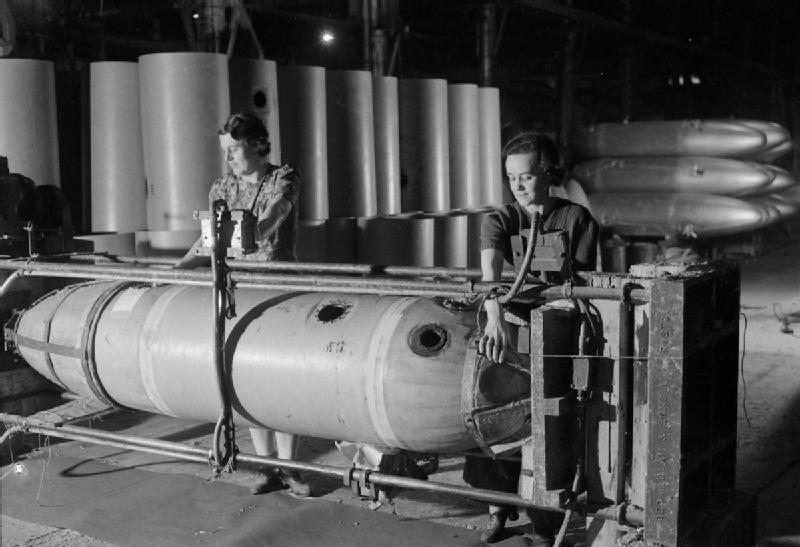
Papírová přídavná palivová nádrž používaná letectvy USAAF a RAF (rok 1944)

K experimentům s externími přídavnými nádržemi u letounů docházelo v průběhu 20. let 20. století. Carl Andrew Spaatz, pozdější generál USAAF, se s nimi mohl poprvé setkat v tomto období, během jeho služby v Michiganu. A i když si byl vědom, že mohou prodloužit dolet stíhacím letounům, neodhadl, podobně jako další důstojníci Army Air Corps, že by mohly prodloužit dolet stíhacích letounů na úroveň bombardovacích letounů.
K operačnímu použití odhoditelných přídavných nádrží došlo během Španělské občanské války v období mezi roky 1936 a 1939, kdy je využívaly německé letouny z legie Condor. Za druhé světové války je využívalo jak nacistické Německo, Japonsko, tak i letectva Spojenců. Letectvo USAAF se zavedením přídavných nádrží pro jejich letecké armády vyzbrojené letouny P-51 a P-47 začalo zabývat až v roce 1943.
Za druhé světové války nedostatek kovů vedl Británii k vývoji levných jednorázových odhoditelných nádrží, které byly vyrobeny z impregnovaného kraftového papíru. Protože palivo rozleptávalo lepidlo, byly plněny palivem těsně před vzletem.

## Jiné využití
Odhoditelných přídavných nádrží si po druhé svetové válce všimli nadšenci do automobilů. Ti využili jejich nízké ceny a aerodynamického tvaru k přeměně palivové nádrže na karoserii pro automobily pro něž se vžil název lakester.
Po válce ve Vietnamu byly některé zanechané nebo odhozené přídavné nádrže používány jako kánoe.